# Deposizione di Cristo (Ribera)
La Deposizione di Cristo è un dipinto a olio su tela di Jusepe de Ribera databile intorno all'inizio del XVII secolo e conservato nella concattedrale di Santissima Maria Assunta e San Catello a Castellammare di Stabia.

## Storia e descrizione
L'opera venne donata dal conte Vincenzo Coppola al vescovo della diocesi di Castellammare di Stabia, Vincenzo Maria Sarnelli: questa si trova sull'altare della cappella dell'Ara Pacis, nella concattedrale della città stabiese.
La scena si svolge in un'ambientazione non ben definita, dai colori molto scuri, e l'unico elemento naturale riscontrabile è la presenza di una roccia: Cristo, il protagonista della tela, è posto su un altare, in parte coperto da un manto di lino bianco, e presenta un volto sofferente ed ai suoi piedi, poggiati sull'ara, tre chiodi, simbolo della crocifissione. Attorno alla figura principale si trovano una serie di personaggi: ai suoi piedi Maria Maddalena, piangente, mentre accarezza il piede di Gesù, Giovanni che mostra le stimmante a Maria, la quale è in posizione orante e Giuseppe di Arimatea che con le mani e il capo sostiene il corpo di Cristo; in alto a sinistra, in penombra, un volto, riconducibile a quello dello stesso Ribera, osserva la scena.